# Сайм, Дэйв
Дэвид Уильям Сайм (англ. David William Sime; 25 июля 1936, Патерсон, штат Нью-Джерси, США — 12 января 2016, Майами, штат Флорида, США) — американский легкоатлет, серебряный призёр Олимпиады в Риме (1960).

## Спортивная карьера
С детства активно занимался спортом: играл в футбол и бейсбол, но не легкой атлетикой. Подав заявление на поступление в Военную академию Соединенных Штатов в Вест-Пойнте, поскольку мечтал стать пилотом, он обнаружил, что был дальтоником и в итоге принял стипендию как бейсболист в Университет Дьюка в Северной Каролине.
Поступив в 1958 г. на первый курс медицинской школы университета, он стал членом бейсбольной команды и играл в американский футбол. Его приход в легкую атлетику оказался случайным, после его старого спурта в бейсбольных ботинках за 9,8 сек. на 100-метровке тренеры предложили ему присоединиться к легкоатлетической команде. Бейсбольный тренер Эйс Паркер, увидев талант спортсмена сумел так построить подготовку, чтобы разделить ее между двумя видами спорта.
В апреле 1956 года, в возрасте 19 лет, на престижных соревнованиях Drake Relays он установив мировой рекорд в забеге на 100 ярдов — 9,4 сек. В том же году он был назван спортсменом года Конференции Атлантического Побережья за достижения в беге и бейсболе и его портрет был размещен на обложке популярного спортивного еженедельника «Sports Illustrated».
В сезоне 1959 г. Национальной футбольной лиги он был выбран бейсбольным клубом «Детройтские львы» в 29-м раунде (341-й в общем зачете), но он предпочел выступлениям в лиге продолжить обучение в медицинской школе.
В 2010 г. Университет Дьюка назвал его самым выдающимся спортсменом 20-го века.
Спортсмен не смог принять участия на летней Олимпиаде в Мельбурне (1956) вследствие травмы ноги при первой попытке покататься на лошади, но через четыре года он выиграл на летних Играх в Риме (1960) серебряную медаль на дистанции 100 м. Он являлся участником и выигравшей забег в эстафете 4×100 м сборной США, однако она была дисквалифицирована, поскольку один из легкоатлетов вышел за пределы своей дорожки. За свою карьеру он установил мировые рекорды на дистанциях 100 ярдов, 220 ярдов и 220 ярдов с низкими препятствиями.
Накануне Олимпийских Игр в Риме он обратился в ЦРУ, чтобы оно организовало прикрытие бегства советского спортсмена Игоря Тер-Ованесяна.  Он подошел к Тер-Ованесяну и представил его агенту ЦРУ в Риме, но манера общения агента отпугнула советского бегуна и тот не решился на побег.
Он никогда не занимался спортом как профессионал. Войдя в 10% лучших своего класса в Школе медицины Университета Дьюка, он затем работал офтальмологом во Флориде, где стал пионером в трансплантации интраокулярных линз.
Все его трое детей также были успешными спортсменами.